# Финска национална галерија
Финска национална галерија (фин. Suomen Kansallisgalleria, швед. Finlands Nationalgalleri) је највећа уметничка музејска институција у Финској. Састоји се од Атенеума, музеја уметности; Киасма, музеј савремене уметности; и Музеј уметности Синебрихоф, историјска кућа и музеј уметности.
Функције организације подржавају одељење за конзервацију, одељење за администрацију и услуге и Кехис, одељење за развој музеја уметности.

## Историја
Дана 27. јануара 1846. основано је Финско уметничко друштво. Године 1848. основала је Хелсиншку школу цртања, а 1852. године организација је преузела школу цртања Турку.
У 19. веку збирке организације су расле донацијама. Године 1893. Виктор Ховинг, Херман Антел, а Карл Емануел Јансон је дао значајан допринос организацији.
Зграда Атенеума је завршена у пролеће 1887. године и тамо је премештено деловање Финског уметничког друштва. Године 1921., Паул и Фанни Синебрицхофф донирали су Друштву око 900 радова, стварајући основу онога што ће постати Музеј Синебрихоф.
1939. основана је Финска ликовна академија. Исте године, уметничка збирка Атенеум и музеј Синебрихов су затворени због Зимског рата. Уметничка збирка Атенеум поново је отворена 1946. године и преименована је у Музеј уметности Атенеум 1958. године. Музеј Синебрихов поново је отворен 1960. године.
1990. године основана је Финска национална галерија која управља колекцијом. Исте године основан је Музеј савремене уметности. Године 1996. почела је изградња зграде за Музеј савремене уметности, а 1998. је отворена Киасма.
Финска национална галерија је 2014. реорганизована као јавна фондација која управља Музејом уметности Атенеум, Музејом савремене уметности Киасма и Музејом уметности Синебрихоф као музејским јединицама.

## Функције и збирка
Мисија Финске националне галерије је да унапреди културно наслеђе финске визуелне уметности, да појача значај визуелне културе у савременом времену и да развије индустрију музеја уметности. Они такође одржавају и развијају највећу колекцију уметности у Финској и архиве знања и истраживања у својој области.
Атенеум је претежно фински уметнички музеј са сликама водећих финских сликара. Уметнички музеј Синебрихоф поседује стране слике сликара као што су Ђовани Бокати, Ђовани Кастиљоне, Говаерт Флинк, Рембрант, Јан Кук, Гојен, Карл Вилхелм де Хамилтон, Лукас Кранах старији, Јирген Овенс, Франс Воутерс, Хијероним Франкен Други, Џошу, Антоине Ваттеау, Францоис Боуцхер, Царл Вон Бреда, Алекандер Рослин и Јакоб Бјорк. Има значајну колекцију шведских минијатура.